# Greeter
Les greeters (en français : hôtes) sont des bénévoles qui accueillent gratuitement des touristes pour une rencontre authentique avec un habitant lors d'une balade. Ils montreront et parleront de façon insolite, originale et personnelle de 'leur' coin, 'leur' quartier, 'leur' ville, dont ils sont fiers et passionnés. C'est une forme de tourisme participatif. Les touristes vont voir et participer à la vie locale du lieu visité. À l'occasion d'une balade en ville ou dans la région, le Greeter va non seulement souligner les lieux intéressant ou inconnus, mais il va aussi parler de la vie de tous les jours et de ses coups de cœur.

## Historique
La première association de greeters, Big Apple Greeter, est fondée à New York en 1992 par Lynn Brooks,. On pensait que le programme, sponsorisé par le président du "Manhattan borough" Ruth Messinger, améliorerait la réputation de  New York connu alors comme "dangereuse, chère et oppressante", en laissant les touristes la voir au travers des yeux de ses résidents,. Cette approche s'est répandue alors dans de nombreuses destinations touristiques dans le monde.
En France, les premiers programmes de Greeters apparaissent dans les grandes villes au cours des années 2000. En 2012, à Paris, plus de 2 300 balades sont organisées par l'association "Parisien d'un jour" ou "Paris Greeters", qui compte plus de 350 Greeters. La France est le pays où le nombre d'antennes greeters est le plus nombreux (31 en juillet 2014 et plus de 50 en 2017  ), et en augmentation constante. Le réseau national s'organise et créé en 2014, la Fédération France Greeters regroupant à sa création une trentaine de destinations. Des programmes se mettent également en place en Belgique, Allemagne, Royaume-Uni: en tout 19 pays sont concernés en 2013,. En 2014, Genève devient la première destination Greeter de Suisse francophone.

## Principe et fonctionnement
Lynn Brooks a fondé l'association Big Apple Greeter afin d'améliorer l'image de sa ville, New York, auprès des étrangers. L'association, qui relève du tourisme participatif, propose aux touristes de rencontrer un habitant pour qu'il lui montre et lui parle de sa ville. Les greeters sont retraités ou bien organisent des balades dans leur quartier durant leur temps libre. Ils n'ont pas reçu de formation et font découvrir à de petits groupes de visiteurs des lieux en marge des circuits touristiques classiques. Les touristes doivent s'inscrire en ligne. Ils peuvent effectuer un don à l'association mais les greeters n'acceptent pas de pourboire à l'issue de la visite.
Les organisations de Greeters sont parfois soutenues par les pouvoirs publics. Celle de La Haye, aux Pays-Bas, a été créée sous l'impulsion de l'échevin du tourisme de la ville. L’association parisienne, du nom de Paris Greeters et crée en 2006, est subventionnée par la mairie de Paris. (En 2018, elle avait atteint 50 000 balades dans la capitale). Elle est subventionnée par la mairie de Paris. Parmi les membres de la Fédération France Greeters, 80% sont portées par des offices de tourisme.  

## Le réseau international des greeters: le "International Greeter Association"
Les organisations de Greeters sont fédérées dans le réseau international des greeters (International Greeter Association), L'IGA aide de nouvelles villes et régions à établir leur propre programme. Il rassemble annuellement les différents adhérents en colloque pour débattre des problèmes communs.
Le réseau s'accroît rapidement. En juillet 2014, 75 villes et régions disposent d'une organisation de Greeters (contre 54 en septembre 2013).
L'essentiel consiste à maintenir une liste de valeurs communes à l'ensemble des organisations de Greeters. 
Ces valeurs sont au cœur de l'éthique de fonctionnement des Greeters et partagées par tous. Les voici:

1. Les Greeters sont bénévoles, ils sont un visage ami pour le(s) visiteur(s)
 
2. Les Greeters accueillent des individuels et des groupes jusqu’à 6 personnes
 
3. La rencontre avec un Greeter est entièrement gratuite 

4. Les Greeters accueillent toute personne, visiteur et bénévole, sans aucune discrimination.
 
5. Les réseaux de Greeters s’inscrivent dans une démarche de tourisme durable en respectant l’environnement et l’homme. Ils participent à l’enrichissement culturel et 
économique des communautés locales et contribuent à l’image positive de la destination. 

6. Les réseaux de Greeters favorisent l’enrichissement mutuel et les échanges culturels entre individus pour un monde meilleur.
Voir le détail des destinations mondiales sur la page: (en) destinations de l'IGA.

## Un réseau français dense et développé: "la Fédération France Greeters"
La France est le pays qui accueille le plus d'antennes greeters dans le monde, regroupées en une Fédération. La Fédération France Greeters (FFG) est une association à but non lucratif, loi 1901 qui regroupe l'ensemble des organisations greeters de France. Statutairement, la Fédération France Greeters suit, à travers une “Charte France Greeters”, les valeurs fondamentales (« CoreValues ») mises en place et gérées par l'International Greeter Association au niveau international.  
Voir le détail des destinations françaises sur la page (fr) destinations de la FFG (dont certaines en cours de labellisation IGA inscrites en vert sur la carte)

### Fonctionnement d'une demande de balade greeter (en France)
En France, un système commun de gestion des demandes de balades a été mis en place, à partir du système "GVM" développé sur mesure à l'origine pour l'antenne parisienne des Greeters "Parisien d'un Jour". Ce système commun aujourd’hui partagé par toutes les antennes de la Fédération France Greeters s'appelle "JEF". 
Les étapes d'une demande de balade greeter sont les suivantes :
- Les demandes de visiteurs reçues par le système "JEF" sont affectées par le modérateur à un bénévole disponible selon les sujets d'intérêts communs.
- Le bénévole accepte ou refuse la proposition de visite selon ses disponibilités.
- S'il accepte, le système de gestion de balades envoie au visiteur un descriptif succinct de la visite proposée par le bénévole greeter.
- Le visiteur peut accepter ou refuser la proposition. S'il accepte, il est mis en contact avec le bénévole qui lui envoie un descriptif plus détaillé ainsi que les dates, heure et lieu du rendez-vous (souvent une station de métro, lorsque la balade a lieu à Paris).
- La veille de la visite, le visiteur et le bénévole reçoivent un message automatique de rappel par le système JEF.
- Après la visite, le visiteur et le bénévole sont invités à laisser un commentaire sur la visite. Ces commentaires figurent sur le site (privé) des bénévoles de l'association.

Les visiteurs peuvent aussi envoyer des demandes dites de dernière minute, en fait plutôt pour J+2 ou J+3. Ces visites apparaissent sur un "mur flash" sur l'espace privé des bénévoles de l'association. Tout bénévole peut alors faire une proposition directe à un visiteur pour gagner du temps.
Pour devenir bénévole, il faut généralement :
- assister à une réunion d'information ;
- s'engager à respecter les valeurs communes aux greeters ;
- s'engager à réaliser au moins six visites par an.

Le bénévole reçoit alors pour l'année une habilitation d'accès au site des bénévoles de l'association.